# Mohamed M'Changama
Mohamed M'Changama, né le 9 juin 1987 à Marseille, est un footballeur international comorien d'origine française évoluant au poste d'attaquant. 
Il est le frère ainé de Youssouf M'Changama, également international comorien.

## Biographie

### Débuts et révélation
Il évolue lors de la saison 2009-2010 pour l'AS Gardanne en CFA 2. 
Il se fait alors remarquer par les recruteurs du Nîmes Olympique, en Ligue 2, ou il signe en été 2010.
Il joue son premier match professionnel le 1er octobre 2010 contre Le Mans FC, et fait son entrée en jeu à la 89e minute en remplacement de Jonathan Ayité. Lors de la journée suivante, il est titularisé à la pointe de l'attaque nîmoise face au FC Istres. Le 19 octobre 2010, à l'occasion de la réception d'Évian Thonon Gaillard pour le compte de la 11e journée de Ligue 2, il marque son premier but en professionnel sans toutefois pouvoir empêcher la défaite de son équipe.
Propulsé titulaire en puissance à partir du mois de janvier 2011 à la suite des départs de Benjamin Moukandjo et de Jonathan Ayité, il inscrit trois buts sur la phase retour. Malheureusement, il ne parvient pas à sauver son équipe de la relégation en National. En 2017 il se dirige à l'US Zilimadjou dans son pays d'origine pour un contrat de trois ans.

### Passage professionnel
Évoluant sous licence amateur à Nîmes, il signe son premier contrat professionnel en juin 2011 avec l'Amiens Sporting Club Football tout juste promu en Ligue 2.
Il joue son premier match officiel sous ses nouvelles couleurs le 29 juillet en affrontant son ancien club à l'occasion du premier tour de Coupe de la Ligue. Cependant, il se blesse gravement au cours du match en se rompant les ligaments croisés.
Il ne retrouve les terrains que le 30 mars 2012 à l'occasion de la 30e journée de Ligue 2 sur la pelouse de Châteauroux. Bien que prenant part aux neuf dernières rencontres de la saison, il ne peut empêcher son équipe de terminer dernière et de retrouver le National pour la saison 2012-2013.
Il quitte le club amiénois à l'issue du championnat 2013 en ayant pris part à six rencontres de championnat.
Après quelques mois dans les Comores à l'Union sportive de Zilimadjou, il s'engage le 12 décembre 2017 au Football Club d'Annecy qui évolue alors dans le championnat de France de football de National 2
Il rejoint l'Athlético Marseille en janvier 2019.

## Parcours international
International comorien, il joue son premier match en octobre 2010 contre le Mozambique dans le cadre des éliminatoires de la CAN 2012.
Il est sélectionné en équipe des Comores de beach soccer pour affronter le Mozambique les 26 mars et 9 avril 2021 dans le cadre des qualifications pour la Coupe d'Afrique des nations de beach soccer 2021.
Il est convoqué en juin 2021 pour le tour de qualification de la Coupe arabe de la FIFA 2021.